# Nazionale maschile di pallacanestro della Costa d'Avorio
La nazionale di pallacanestro ivoriana rappresenta la Costa d'Avorio nelle manifestazioni internazionali di pallacanestro ed è controllata dalla Federazione cestistica della Costa d'Avorio.
La nazionale ivoriana è tra le migliori del continente, negli anni 80 è arrivata per quattro volte alla finale del campionato continentale, vincendolo per due volte, nel 2009 è tornata nuovamente in finale perdendola. Ha partecipato per cinque volte ai mondiali, dove è ritornata nel 2010, riuscendo a vincere l'ultima partita del suo girone eliminatorio contro Porto Rico e venendo eliminata solo a causa della classifica avulsa.

## Piazzamenti

### Campionati del mondo
- 1982 - 13°
- 1986 - 23°
- 2010 - 21°
- 2019 - 29°
- 2023 - 27°

### Campionati africani
- 1968 - 6°
- 1972 - 10°
- 1978 -  2º
- 1980 -  2º
- 1981 -  1º

- 1983 - 4°
- 1985 -  1º
- 1987 - 7°
- 1989 - 5°
- 1992 - 11°

- 1993 - 6°
- 1995 - 7°
- 1997 - 8°
- 1999 - 8°
- 2001 - 8°

- 2003 - 10°
- 2005 - 10°
- 2007 - 8°
- 2009 -  2º
- 2011 - 4°

- 2013 - 4°
- 2015 - 12°
- 2017 - 14°
- 2021 -  2º

## Formazioni

### Campionati del mondo
Campionato mondiale maschile di pallacanestro 19824 Maïga, 5 Bilé, 6 Bah, 7 Bogui, 8 Koré, 9 Elloh, 10 Diop, 11 Dié, 12 Kamara, 13 Bonébo, 14 Gobey, 15 Djadji,        All. Vladislav Lučić
Campionato mondiale maschile di pallacanestro 19864 Diop, 5 Bah, 6 N'Drin, 7 M'Bahia, 8 Bambara, 9 Elloh, 10 Koné, 11 Bonébo, 12 Kamara, 13 Lath, 14 Ouattara, 15 Djadji,        All. Alphonse Bilé
Campionato mondiale maschile di pallacanestro 20104 Abouo, 5 Diabaté, 6 Soumahoro, 7 Amagou, 8 Konaté, 9 Lamizana, 10 N'Diaye, 11 Assié, 12 Kalé, 13 Tapé, 14 Edi, 15 Koné,        All. Randoald Dessarzin
Campionato mondiale maschile di pallacanestro 20191 Abouo, 6 Pamba, 7 Baru, 8 Zerbo, 10 Diabaté, 11 Fofana, 12 Coulibaly, 13 Bamba, 14 Edi, 15 Koné, 21 Thompson, 30 Sie,        All. Paolo Povia
Campionato mondiale maschile di pallacanestro 20230 Moularé, 1 Abouo, 2 Koné, 3 Sidibé, 4 Tapé, 7 Dadiet, 8 M. Fofana, 10 Diabaté, 12 V. Fofana, 23 Bah, 45 Zouzoua, 77 Dally,        All. Dejan Prokić

### Campionati africani
Campionato africano maschile di pallacanestro 1978Bah, Bilé, Bogui, Dié, Diop, Djadji, Elloh, Koré, Kouadio, Maïga, Sissoko, Yoro, All. -
Campionato africano maschile di pallacanestro 1981Bah, Bilé, Bogui, Dié, Djadji, Elloh, Gobey, Kamara, Konan, Koré, Maïga, Traoré, All. Germain Kouassi
Campionato africano maschile di pallacanestro 1985Agnimel, F. Bah, R. Bah, Bonébo, Diop, Djadji, Elloh, Koné, Lath, M'Bahia, N'Drin, Ouattara, All. Alphonse Bilé
Campionato africano maschile di pallacanestro 19894 Diop, 5 Silva, 6 Fofana, 7 Dioum, 8 Touré, 9 Diara, 10 Diakité, 11 Daho, 12 Aristide, 13 Lath, 14 Ouattara, 15 Djadji,        All. -
Campionato africano maschile di pallacanestro 19924 Diop, 5 Silva, 6 Fofana, 7 Dioum, 8 Alpha, 9 Traouré, 10 Diara, 11 Koné, 12 Aristide, 13 Niamkey, 14 Ouattara, 15 Bah,        All. -
Campionato africano maschile di pallacanestro 19934 Diop, 5 Silva, 6 Fofana, 7 Dioum, 8 Alpha, 9 Traouré, 10 Diara, 11 Koné, 12 Aristide, 13 Niamkey, 14 Ouattara, 15 Bah,        All. -
Campionato africano maschile di pallacanestro 19954 Diop, 5 Kouamé, 6 Fofana, 7 Brou, 8 Bakayoko, 9 Touali, 10 Diara, 12 Keita, 13 Niamkey, 14 Amalabian, 15 Troguei,        All. -
Campionato africano maschile di pallacanestro 19974 Diop, 5 Brou, 6 Fofana, 7 Dioum, 8 Bakayoko, 9 Diaby, 10 Diara, 11 Amen, 12 Keita, 13 Amalabian, 14 Ouattara, 15 Djahué,        All. -
Campionato africano maschile di pallacanestro 19994 Bailo, 5 Oring, 6 Moro, 7 J.C. Kouame, 8 Bakayoko, 9 Touali, 10 Flegbo, 11 M. Kouamé, 12 Bangoura, 13 Amalabian, 14 Lasme, 15 Niamkey,        All. -
Campionato africano maschile di pallacanestro 20014 Kouassi, 5 Niamkey, 6 Bangoura, 7 Konan, 8 Bakayoko, 9 Touali, 10 Kouamé, 11 Yao, 12 Diomande, 13 Amalabian, 14 Diaby, 15 Lasme,        All. Clément Djadji
Campionato africano maschile di pallacanestro 2003Affeli, Amalabian, Banny, Bouaké, Cissé, Dahi, Konaté, J.C. Kouamé, L. Kouamé, Lasme, Tapé, Yao, All. Olivier Tea
Campionato africano maschile di pallacanestro 20054 Kouadio, 5 Le Brun, 6 Bangoura, 7 Besse, 8 Affi, 9 Touali, 10 Abo, 11 Yao, 12 Behinan, 13 Amalabian, 14 Dioum, 15 Konaté,        All. -
Campionato africano maschile di pallacanestro 20074 Kouadio, 5 Koffi, 6 Afeli, 7 Dioum, 8 Tape, 9 Touali, 10 N'Diaye, 11 Bangoura, 12 Diabaté, 13 Diallo, 14 Djahué, 15 Konaté,        All. Jacques Monclar
Campionato africano maschile di pallacanestro 20094 Amagou, 5 Craven, 6 Abouo, 7 Soumahoro, 8 Konaté, 9 Diabaté, 10 N'Diaye, 11 Aka, 12 Kalé, 13 Tapé, 14 Meité, 15 Koné,        All. Randoald Dessarzin
Campionato africano maschile di pallacanestro 20114 Toti, 5 Diabaté, 6 Craven, 7 Diané, 8 Konaté, 9 Lamizana, 10 N'Diaye, 11 Diaby, 12 Kalé, 13 Tapé, 14 Edi, 15 Koné,        All. Natxo Lezkano
Campionato africano maschile di pallacanestro 20134 Abouo, 5 Diabaté, 6 Soumahoro, 7 Amagou, 8 Konaté, 9 Lamizana, 10 N'Diaye, 11 Toti, 12 Kalé, 13 Zerbo, 14 Edi, 15 Koné,        All. Natxo Lezkano
Campionato africano maschile di pallacanestro 20154 Asselain, 5 Diabaté, 6 Zahoui, 7 Kouadio, 8 Oulai, 9 Bangoura, 10 A. Meité, 11 Koffi, 12 Bahin, 13 Tapé, 14 N. Meité, 15 Aboubacar,        All. Hugues Occansey
Campionato africano maschile di pallacanestro 20174 Toti, 5 Aboubacar, 6 Karabue, 7 Bamba, 8 Pohohoulou, 9 Diabaté, 10 Enan, 11 Bah, 12 Koné, 13 Tapé, 14 Touré, 15 Traoré,        All. Hugues Occansey
Campionato africano maschile di pallacanestro 20215 Kebe, 6 Pamba, 8 Konaté, 10 Diabaté, 12 Fofana, 13 Zouzoua, 14 Edi, 15 Kouassi, 16 Coulibaly, 19 Kouadio, 23 Bah, 24 Costello,        All. Natxo Lezkano
Campionato africano maschile di pallacanestro 20250 Moularé, 2 Koné, 7 Dadiet, 8 Kouadio, 10 Diabaté, 12 Fofana, 16 Coulibaly, 21 Sidibé, 22 Hawmmond, 24 Costello, 25 Ouattara, 77 Dally,        All. Miguel Ángel Hoyo

### AfroCan
FIBA AfroCan 20194 Enan, 5 Kamara, 6 Traoré, 7 Tra, 8 Konate, 9 Diarra, 10 Agole, 11 Otto, 12 Kouadio, 13 Oka, 14 Sevede, 15 Karaboue,        All. Gbogou Bouabre
FIBA AfroCan 20230 Dieng, 2 Kouadio, 4 Lawore, 9 Kra, 11 Meite, 12 Kone, 13 Camara, 14 Oka, 16 Sanogo, 18 Fofana, 24 Zehibi, 99 Ouinsou,        All. Doh Koné

## Nazionali giovanili
- Nazionale Under-18
- Nazionale Under-16